# Curro Sánchez
Francisco José "Curro" Sánchez Rodríguez (nascut el 3 de gener de 1996) és un futbolista espanyol que juga com a migcampista ofensiu al Burgos CF.

## Carrera de club
Nascut a La Palma del Condado, Huelva, Andalusia, Curro es va incorporar a l'equip juvenil del Sevilla FC l'any 2007, als 11 anys. Va debutar com a sènior la campanya 2012-13, a Segona Divisió B.
El 5 de febrer de 2015, Curro va renovar el seu contracte, signant un acord fins al 2017. Va debutar amb el primer equip el 2 de desembre, començant com a titular en una victòria fora de casa per 3-0 contra la UD Logroñés, per a la Copa del Rei de la temporada.
Curro va debutar a la Lliga el 17 d'abril de 2016, entrant com a substitut de José Antonio Reyes a la segona part en un empat a casa per 1-1 contra el Deportivo de La Corunya. Va marcar el seu primer gol com a professional el 21 d'agost, marcant el primer gol de l'empat 3-3 de Segona Divisió a casa de l'equip B contra el Girona FC.
El 16 de juliol de 2019, Curro va passar al CD Numància de segona divisió amb un contracte de dos anys. Va marcar 13 gols, el millor de la seva carrera, per al club durant la campanya, però no va poder evitar el descens de l'equip.
El 9 de setembre de 2020, Curro va signar un contracte d'un any amb la SD Ponferradina, encara a la segona divisió. El 10 de juliol següent, va acordar un contracte de tres anys amb el seu equip de lliga UD Almeria.
Curro va jugar regularment amb els rojiblancs durant la temporada, ja que el seu equip va aconseguir l'ascens a la primera categoria com a campió. L'1 de setembre de 2022, però, va rescindir el seu contracte i va signar un contracte de dos anys amb el Burgos CF a la segona divisió dos dies després.